# بشتانة
البشتانة أو البَستَرانة هي مدينة وبلدية من القرون الوسطى في مقاطعة وادي الحجارة في قشتالة والمنشف في إسبانيا تبع 40 كيلومتر (25 ميل) جنوب شرق عاصمة المقاطعة وادي الحارة . من الجدير بالذكر أنه موقع سجن أميرة إبولي ذات العين الواحدة من قبل فيليب الثاني ملك إسبانيا بعد فضيحة محكمة في عام 1573 وأيضًا منزل منذ القرن السابع عشر لمفروشات باسترانا ، وهي مجموعة من أربعة منسوجات فلمنكية تصور هجوم ألفونسو الخامس ملك البرتغال على المغرب عام 1471. 

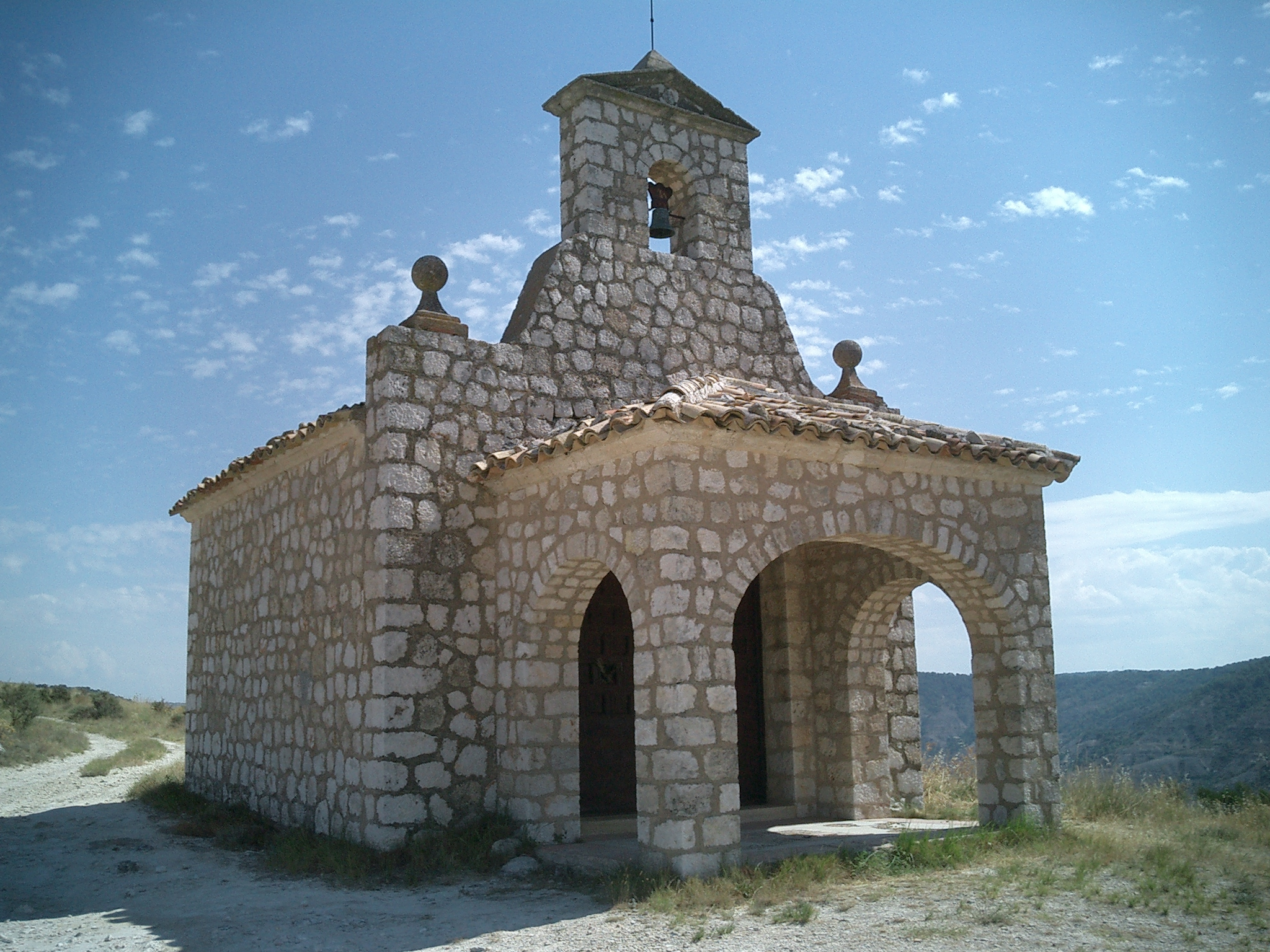
مصلى على قمة تل يطل على بسترانة